# Скорый, Сергей Анатольевич
Сергей Анатольевич Скорый (род. 14 декабря 1949 года, Старый Крым) — украинский археолог, доктор исторических наук, профессор, заведующий Отделом археологии раннего железного века Института археологии НАН Украины. Известен также как русский поэт.

## Биография
Сергей Скорый родился 14 декабря 1949 г. в Старом Крыму Крымской обл., РСФСР (ныне Кировский р-н АР Крым, Украина) в семье служащих — Анатолия Кирилловича Скорого и Евгении Васильевны Гордеевой.
По окончании 8 классов Старо-Крымской средней школы учился в Феодосийском политехникуме (1966—70), работал на кузнечно-штамповочном заводе в Токмаке Запорожской обл., служил в Железнодорожных войсках Советской Армии (1970—72), в средней полосе России.
1975—79 гг. — студент исторического факультета Симферопольского государственного университета им. М. В. Фрунзе (ныне — Таврический национальный университет им. В. И. Вернадского). Специализация — музееведение и археология. В период учёбы активно занимался научной работой, принял участие в ряде археологических экспедиций, осуществлявших раскопки на территории Крыма, открыл ряд неизвестных ранее археологических памятников, опубликовал несколько статей в союзных изданиях — ежегоднике «Археологические открытия в СССР» и журнале «Советская археология».
Получил направление кафедры истории древнего мира и средних веков СГУ для поступления в аспирантуру Академии наук УССР (ныне Национальной Академии наук Украины, Киев).

## Научная деятельность
В 1979—82 гг. обучался в очной аспирантуре Института археологии АН УССР, при Отделе археологии раннего железного века. Научные руководители — известные скифологи В. А. Ильинская, А. И. Тереножкин, Е. В. Черненко. По окончании аспирантуры оставлен для работы в Институте археологии АН УССР.
В 1983 г. защитил диссертацию на соискание учёной степени кандидата исторических наук «Вооружение скифского типа в Средней Европе (к вопросу о связях Скифии и населения Средней Европы)», в 1997 г. — диссертацию на соискание учёной степени доктора исторических наук «Кочевники предскифской и скифской эпохи в Днепровской Правобережной Лесостепи (вопросы этнокультурной истории)».
С 1997 г. — ведущий научный сотрудник Отдела археологии раннего железного века Института археологии. В 2002 г. возглавил названное научное подразделение. Научный руководитель ряда аспирантов, защитивших диссертации на соискание учёной степени кандидата исторических наук.
В 2007 г. получил учёное звание «профессор» по специальности «археология». Основное направление научной работы — этнокультурная история населения доскифского и скифского времени лесостепной зоны Восточной Европы, киммерийцы и скифы.
Проводил раскопки в Крыму, Правобережной и Левобережной Лесостепи Украины (Винницкая, Киевская, Черкасская, Полтавская области). Работал в должности начальника отряда, заместителя начальника, начальника экспедиции. Принимал участие в многолетних раскопках больших городищ скифского времени (Мотронинское городище в Правобережной Лесостепи, Бельское городище — в Левобережной), многочисленных захоронений скифского периода, среди которых — выдающиеся гробницы скифской элиты — Большой Рыжановский курган (1995—1998) и Скифская Могила (2000—2002) на Черкасщине.
Автор и соавтор около 350 научных работ, в том числе 17 монографий (4 — индивидуальные), опубликованных на Украине, ближнем и дальнем зарубежье.

## Основные труды
- Памятники скифской эпохи Днепровского Лесостепного Правобережья. — Киев, 1989. — 333 с. (в соавторстве с Г. Т. Ковпаненко, С. С. Бессоновой).
- Курган Переп’ятиха (до етнокультурної історії Дніпровського Лісостепового Правобережжя). — Київ, 1990. — 124 с.
- Стеблёв: скифский могильник в Поросье. — Киев, 1997. — 173 с.
- Киммерийцы в украинской Лесостепи. — Киев; Полтава, 1999. — 136 с.
- Мотронинское городище скифской эпохи. — Киев; Краков, 2001. — 156 с. + 83 табл. илл. (в соавторстве с С. С. Бессоновой).
- Скифы в Днепровской Правобережной Лесостепи (проблема выделения иранского этнокультурного элемента). — Киев, 2003. — 161 с. + 34 илл.
- Близнец-2: скифский аристократический курган в Днепровском Правобережном Надпорожье. — Днепропетровск, 2009. — 251 с. (в соавторстве с В. А. Ромашко).
- Скифские древности Крыма. Материалы одной коллекции. — Киев, 2014. — 180 с. (в соавторстве с Р. Зимовцом).
- Большой Рыжановский курган. — Киев, 2018. — 431 с. (в соавторстве с Я. Хохоровским).
- Селища скіфського часу в системі Великого укріплення Більського городища. — Харків: Майдан, 2019. — 372 с., XII цв. табл. (в соавторстве с В. П. Белозором, А. Б. Супруненко, И. Н. Кулатовой).

## Литературное творчество[6][7][8][9][10]
Стихи начал писать рано. Первые публикации в крымской прессе (городские, районные, областная газеты) относятся к началу 1968 г. В период обучения в политехникуме состоял в феодосийском литературном объединении «Рассвет» (1968—1970). Служа в армии, публиковал стихи в армейской печати.
Начиная с 2004 г., издал ряд поэтических сборников:
1. «Кленовый звон» (Киев, 2004).
2. «Ретроспектива» (Симферополь: Таврия, 2006).
3. «Ностальгия» (Полтава, 2008).
4. «Предвечернее» (Симферополь: Таврия, 2010).
5. «Но… лампадой горит» (Киев; Полтава: Дивосвіт, 2013).
6. «Мне в Таврийскую гавань... Крымские мотивы в поэзии и прозе» (Киев, 2014).
7. Избранное в 2-х томах.  Том 1. Поэзия. — Харьков: Майдан, 2019. — 190 с.  Том 2. Проза. — Харьков: Майдан, 2019. — 278 с.

Стихи публиковались в ряде альманахов и литературно-художественных журналов Украины («Брега Тавриды», «Чёрное море», «Литературная Феодосия», «Планета друзей», «Лава», «Искатель»), России («Молодая гвардия», «День и ночь», «Южная звезда», «Ковчег», «Россияне», «Иртышъ-Омь»), Молдовы («Наше поколение») и др.
Лауреат Международного поэтического фестиваля «Алые паруса» (Феодосия, 2012), Дипломант V Международного литературного фестиваля «Чеховская осень» (Ялта, 2012).
Автор нескольких песен в стиле «шансон», среди которых — «Дворяне, буржуазные…», «Я шлемом тавра бил по голове», «Банальный роман», «Отпустите меня в листопад». На стихи «Я приду», «Здравствуй, Санкт-Петербург!» петербургский гитарист и аранжировщик Игорь Ковалевский написал музыку.
В последнее время, помимо поэзии, уделяет внимание публицистике, прозе, переводу, литературной критике: альманахи и журналы «Литературная Феодосия», «Склянка Часу», «Искатель», «Радуга» (Украина), «Ковчег», «Нева», «Вопросы истории, литературы и искусства» (Россия), «Наше поколение» (Молдова), «Обзор» (США) и др.
Член Союза писателей России.
Почётный гражданин г. Старый Крым АР Крым (2007).